# Affittasi ladra
Affittasi ladra (Burglar) è un film del 1987 diretto da Hugh Wilson.

## Trama
Una giovane, che di giorno fa la libraia, di notte diventa ladra per pagare un poliziotto che la ricatta per una vecchia rapina. Tentando di rubare dei gioielli viene coinvolta in un delitto e braccata dall'assassino tra boschi e nebbie, riuscendo alla fine ad eliminarlo.